# Offenbacher Fußball-Club Kickers 1901 1978-1979
Questa voce raccoglie le informazioni riguardanti l'Offenbacher Fußball-Club Kickers 1901 nelle competizioni ufficiali della stagione 1978-1979.

## Stagione
Nella stagione 1978-1979 il Kickers Offenbach, allenato da Horst Heese, concluse il campionato di 2. Bundesliga al 6º posto. In Coppa di Germania il Kickers Offenbach fu eliminato al terzo turno dal Borussia Dortmund.

## Rosa
| N. |                     | Ruolo | Calciatore        |
| -- | ------------------- | ----- | ----------------- |
|    | Germania (bandiera) | P     | Bernd Fuhr        |
|    | Germania (bandiera) | P     | Bernd Helmschrot  |
|    | Germania (bandiera) | P     | Wilfried Kohls    |
|    | Germania (bandiera) | D     | Peter Berg        |
|    | Germania (bandiera) | D     | Josef Domes       |
|    | Germania (bandiera) | D     | Kurt Geinzer      |
|    | Germania (bandiera) | D     | Michael Grünewald |
|    | Germania (bandiera) | D     | Gerd Paulus       |
|    | Germania (bandiera) | D     | Ulrich Pechtold   |
|    | Germania (bandiera) | D     | Wolfgang Rothe    |
|    | Germania (bandiera) | D     | Gert Trinklein    |
|    | Germania (bandiera) | D     | Bernd Walz        |
|    | Germania (bandiera) | C     | Uwe Bein          |

| N. |                     | Ruolo | Calciatore         |
| -- | ------------------- | ----- | ------------------ |
|    | Germania (bandiera) | C     | Hermann Bitz       |
|    | Germania (bandiera) | C     | Bernd Kammer       |
|    | Germania (bandiera) | C     | Hans-Peter Knecht  |
|    | Germania (bandiera) | C     | Siegfried Kratz    |
|    | Germania (bandiera) | C     | Udo Lasch          |
|    | Germania (bandiera) | C     | Stefan Lottermann  |
|    | Germania (bandiera) | C     | Thomas Martin      |
|    | Germania (bandiera) | C     | Bernd Nathmann     |
|    | Germania (bandiera) | A     | Walter Krause      |
|    | Germania (bandiera) | A     | Walter Plaggemeyer |
|    | Germania (bandiera) | A     | Alfred Seiler      |
|    | Germania (bandiera) | A     | Michael Stein      |
|    | Germania (bandiera) | A     | Rudi Völler        |

## Organigramma societario
Area tecnica
- Allenatore: Horst Heese
- Allenatore in seconda:
- Preparatore dei portieri:
- Preparatori atletici:

## Calciomercato

### Sessione estiva
| Acquisti | Acquisti       | Acquisti              | Acquisti |
| R.       | Nome           | da                    | Modalità |
| -------- | -------------- | --------------------- | -------- |
| C        | Uwe Bein       | VfB Heringen          |          |
| D        | Wolfgang Rothe | FV Ebingen            |          |
| D        | Gert Trinklein | Eintracht Francoforte |          |

| Cessioni | Cessioni               | Cessioni       | Cessioni |
| R.       | Nome                   | a              | Modalità |
| -------- | ---------------------- | -------------- | -------- |
| C        | Rainer Blechschmidt    | Hertha Berlino |          |
| C        | Thomas Kroth           | Colonia        |          |
| C        | Gerd Müller            | Saarbrücken    |          |
| A        | Frank-Michael Schonert | Homburg        |          |

### Sessione invernale
| Acquisti | Acquisti | Acquisti | Acquisti |
| R.       | Nome     | da       | Modalità |
| -------- | -------- | -------- | -------- |

| Cessioni | Cessioni | Cessioni          | Cessioni |
| R.       | Nome     | a                 | Modalità |
| -------- | -------- | ----------------- | -------- |
| D        | Diosdado | Siviglia Atlético |          |

## Risultati

### 2. Bundesliga

#### Girone di andata
| Arbitro: | Frickel |

|                         |           |                                |
| Dreher 47’ Allgöwer 70’ | Marcatori | 63’ Lottermann 77’ (rig.) Bitz |

| Arbitro: | Glaw |

|                                         |           |  |
| Krause 15’ Lasch 51’, 65’ Bitz 69’, 84’ | Marcatori |  |

| Arbitro: | Binninger |

|                              |           |                     |
| Seubert 48’, 67’ (rig.), 77’ | Marcatori | 20’ Völler 80’ Bitz |

| Arbitro: | Walz |

|            |           |          |
| Krause 49’ | Marcatori | 75’ Groß |

| Arbitro: | Filla |

|                      |           |  |
| Krause 12’ Lasch 42’ | Marcatori |  |

| Arbitro: | Joos |

|                     |           |                            |
| Pechtold 58’ (aut.) | Marcatori | 68’ (aut.) Grimm 83’ Lasch |

| Arbitro: | Sahner |

|                    |           |           |
| Bitz 13’, 35’, 44’ | Marcatori | 47’ Unger |

| Arbitro: | Röder |

|                                             |           |                          |
| Breuer 7’ Brendel 40’ Größler 58’ Brand 68’ | Marcatori | 65’, 70’ Seiler 78’ Bitz |

| Arbitro: | Regneri |

|                                          |           |                                     |
| Völler 2’ Lottermann 53’ Bitz 74’ (rig.) | Marcatori | 66’ Cajkovski 71’ Sebert 75’ Nickel |

| Arbitro: | Tritschler |

|                      |           |          |
| Jörg 30’ Beichle 85’ | Marcatori | 62’ Bitz |

| Arbitro: | Treib |

|                      |           |  |
| Lasch 21’ Seiler 75’ | Marcatori |  |

| Arbitro: | Gaus |

|                                 |           |                                   |
| Marek 46’ Bührer 55’ Derigs 85’ | Marcatori | 11’ Lasch 53’ (aut.) Karvouniaris |

| Arbitro: | Dölfel |

|                         |           |  |
| Bitz 42’ Lottermann 83’ | Marcatori |  |

| Arbitro: | Frickel |

|  |           |                               |
|  | Marcatori | 2’ Paulus 22’, 76’ Lottermann |

| Arbitro: | Föckler |

|                                   |           |            |
| Krause 29’ Grünewald 57’ Bitz 77’ | Marcatori | 64’ Martin |

| Arbitro: | Aldinger |

|                                        |           |                                                  |
| Gerber 4’ Sturz 41’, 88’ Kohlhäufl 51’ | Marcatori | 20’ Lottermann 45’ Bitz 47’ Krause 90’ Grünewald |

| Arbitro: | Niebergall |

|                                         |           |             |
| Paulus 6’ Rauscher 16’ (aut.) Lasch 35’ | Marcatori | 72’ Stöckle |

| Würzburg 10 dicembre 1978 18ª giornata | FV Würzburg 04 | 0 – 0 referto | Kickers Offenbach | Stadion an der Frankfurter Straße (2 500 spett.)\| Arbitro: \| Clajus \| |
| Arbitro:                               | Clajus         |               |                   |                                                                          |

| Arbitro: | Filla |

|                                 |           |            |
| Krause 47’, 80’ Völler 72’, 83’ | Marcatori | 90’ Brinsa |

#### Girone di ritorno
| Arbitro: | Therre |

|                                            |           |                        |
| Völler 18’ Bitz 51’ (rig.), 90’ Krause 67’ | Marcatori | 49’ Saile 64’ Allgöwer |

| Arbitro: | Regneri |

|                           |           |          |
| Dörflinger 16’ Susser 41’ | Marcatori | 40’ Bitz |

| Arbitro: | Schmoock |

|  |           |                            |
|  | Marcatori | 41’ Wesseler 71’ Schuberth |

| Arbitro: | Treib |

|                      |           |                            |
| Groß 22’ Trenkel 70’ | Marcatori | 19’, 89’ Völler 83’ Krause |

| Arbitro: | Aldinger |

|                                           |           |                                       |
| Hodel 8’ Schwickert 32’ (rig.) Gruler 82’ | Marcatori | 15’ Lottermann 35’ Geinzer 58’ Paulus |

| Arbitro: | Wilhelmi |

|             |           |  |
| Geinzer 73’ | Marcatori |  |

| Arbitro: | Quindeau |

|                                    |           |            |
| Künkel 24’, 65’, 71’ Heck 26’, 78’ | Marcatori | 82’ Völler |

| Arbitro: | Schumann |

|           |           |             |
| Krause 6’ | Marcatori | 57’ Größler |

| Arbitro: | Ermer |

|                           |           |            |
| Schlindwein 31’, 33’, 77’ | Marcatori | 21’ Krause |

| Arbitro: | Reinstädtler |

|                                                    |           |  |
| Völler 29’, 78’ Lottermann 58’ Domes 65’ Kratz 84’ | Marcatori |  |

| Arbitro: | Glaw |

|              |           |                       |
| Dickkopf 50’ | Marcatori | 39’ Krause 86’ Martin |

| Arbitro: | Fleischer |

|  |           |           |
|  | Marcatori | 32’ Marek |

| Arbitro: | Schmidhuber |

|                              |           |                 |
| Schleiter 27’ Schaffrath 60’ | Marcatori | 58’, 69’ Krause |

| Arbitro: | Frickel |

|                                         |           |                                |
| Krause 5’, 86’ Lottermann 26’ Rothe 51’ | Marcatori | 48’ (rig.) Drefahl 53’ Bajlitz |

| Arbitro: | Aldinger |

|          |           |  |
| Roth 27’ | Marcatori |  |

| Arbitro: | Engel |

|            |           |           |
| Krause 70’ | Marcatori | 32’ Sturz |

| Arbitro: | Ulm |

|                                         |           |               |
| Weißberger 19’, 86’ Krostina 48’ (rig.) | Marcatori | 13’, 27’ Walz |

| Arbitro: | Luca |

|                                                     |           |             |
| Geinzer 8’, 12’ Krause 58’, 74’ Bitz 61’ Knecht 79’ | Marcatori | 85’ Fürhoff |

| Arbitro: | Aldinger |

|                                                |           |                     |
| Leiendecker 13’ Hermandung 48’ (rig.) Fink 65’ | Marcatori | 5’ Völler 56’ Domes |

### Coppa di Germania
| Arbitro: | Pauly |

|              |           |                                                                         |
| Leimbach 62’ | Marcatori | 5’, 10’, 74’ Krause 25’ (rig.), 26’, 45’, 65’, 73’ Bitz 57’, 64’ Völler |

| Arbitro: | Kinzinger |

|                                   |           |  |
| Geinzer 36’ Paulus 38’ Seiler 50’ | Marcatori |  |

| Arbitro: | Redelfs |

|                                                        |           |               |
| Burgsmüller 8’, 17’ Geyer 33’, 52’ Vöge 36’ Segler 86’ | Marcatori | 83’ Grünewald |

## Statistiche

### Statistiche di squadra
| Competizione      | Punti | In casa | In casa | In casa | In casa | In casa | In casa | In trasferta | In trasferta | In trasferta | In trasferta | In trasferta | In trasferta | Totale | Totale | Totale | Totale | Totale | Totale | DR  |
| Competizione      | Punti | G       | V       | N       | P       | Gf      | Gs      | G            | V            | N            | P            | Gf           | Gs           | G      | V      | N      | P      | Gf     | Gs     | DR  |
| ----------------- | ----- | ------- | ------- | ------- | ------- | ------- | ------- | ------------ | ------------ | ------------ | ------------ | ------------ | ------------ | ------ | ------ | ------ | ------ | ------ | ------ | --- |
| 2. Bundesliga     | 43    | 19      | 13      | 4       | 2       | 50      | 18      | 19           | 4            | 5            | 10           | 36           | 44           | 38     | 17     | 9      | 12     | 86     | 62     | +24 |
| Coppa di Germania | -     | 1       | 1       | 0       | 0       | 3       | 0       | 2            | 1            | 0            | 1            | 11           | 7            | 3      | 2      | 0      | 1      | 14     | 7      | +7  |
| Totale            | 43    | 20      | 14      | 4       | 2       | 53      | 18      | 21           | 5            | 5            | 11           | 47           | 51           | 41     | 19     | 9      | 13     | 100    | 69     | +31 |

### Andamento in campionato
| Giornata  | 1 | 2 | 3 | 4 | 5 | 6 | 7 | 8 | 9 | 10 | 11 | 12 | 13 | 14 | 15 | 16 | 17 | 18 | 19 | 20 | 21 | 22 | 23 | 24 | 25 | 26 | 27 | 28 | 29 | 30 | 31 | 32 | 33 | 34 | 35 | 36 | 37 | 38 |
| --------- | - | - | - | - | - | - | - | - | - | -- | -- | -- | -- | -- | -- | -- | -- | -- | -- | -- | -- | -- | -- | -- | -- | -- | -- | -- | -- | -- | -- | -- | -- | -- | -- | -- | -- | -- |
| Luogo     | T | C | T | C | C | T | C | T | C | T  | C  | T  | C  | T  | C  | T  | C  | T  | C  | C  | T  | C  | T  | T  | C  | T  | C  | T  | C  | T  | C  | T  | C  | T  | C  | T  | C  | T  |
| Risultato | N | V | P | N | V | V | V | P | N | P  | V  | P  | V  | V  | V  | N  | V  | N  | V  | V  | P  | P  | V  | N  | V  | P  | N  | P  | V  | V  | P  | N  | V  | P  | N  | P  | V  | P  |
| Posizione | 8 | 4 | 9 | 8 | 5 | 3 | 3 | 6 | 8 | 8  | 7  | 8  | 7  | 6  | 6  | 6  | 5  | 7  | 4  | 3  | 5  | 6  | 5  | 5  | 5  | 5  | 5  | 6  | 6  | 4  | 6  | 6  | 6  | 6  | 6  | 7  | 6  | 6  |

Legenda:

Luogo: C = Casa; T = Trasferta. Risultato: V = Vittoria; N = Pareggio; P = Sconfitta.

### Statistiche dei giocatori
| Giocatore      | 2. Bundesliga | 2. Bundesliga | 2. Bundesliga | 2. Bundesliga | Coppa di Germania | Coppa di Germania | Coppa di Germania | Coppa di Germania | Totale   | Totale | Totale      | Totale     |
| Giocatore      | Presenze      | Reti          | Ammonizioni   | Espulsioni    | Presenze          | Reti              | Ammonizioni       | Espulsioni        | Presenze | Reti   | Ammonizioni | Espulsioni |
| -------------- | ------------- | ------------- | ------------- | ------------- | ----------------- | ----------------- | ----------------- | ----------------- | -------- | ------ | ----------- | ---------- |
| U. Bein        | 0             | 0             | 0             | 0             | 0                 | 0                 | 0                 | 0                 | 0        | 0      | 0           | 0          |
| P. Berg        | 1             | 0             | 0             | 0             | 0                 | 0                 | 0                 | 0                 | 1        | 0      | 0           | 0          |
| H. Bitz        | 36            | 17            | 5             | 0             | 3                 | 5                 | 0                 | 0                 | 39       | 22     | 5           | 0          |
| D. Diosdado    | 1             | 0             | 1             | 0             | 0                 | 0                 | 0                 | 0                 | 1        | 0      | 1           | 0          |
| J. Domes       | 11            | 2             | 0             | 0             | 0                 | 0                 | 0                 | 0                 | 11       | 2      | 0           | 0          |
| B. Fuhr        | 2             | 0             | 0             | 0             | 0                 | 0                 | 0                 | 0                 | 2        | 0      | 0           | 0          |
| K. Geinzer     | 34            | 4             | 5             | 0             | 3                 | 1                 | 0                 | 0                 | 37       | 5      | 5           | 0          |
| M. Grünewald   | 20            | 2             | 1             | 0             | 3                 | 1                 | 0                 | 0                 | 23       | 3      | 1           | 0          |
| B. Helmschrot  | 36            | 0             | 1             | 0             | 3                 | 0                 | 0                 | 0                 | 39       | 0      | 1           | 0          |
| B. Kammer      | 3             | 0             | 0             | 0             | 0                 | 0                 | 0                 | 0                 | 3        | 0      | 0           | 0          |
| H. Knecht      | 2             | 1             | 0             | 0             | 0                 | 0                 | 0                 | 0                 | 2        | 1      | 0           | 0          |
| W. Kohls       | 0             | 0             | 0             | 0             | 0                 | 0                 | 0                 | 0                 | 0        | 0      | 0           | 0          |
| S. Kratz       | 5             | 1             | 0             | 0             | 0                 | 0                 | 0                 | 0                 | 5        | 1      | 0           | 0          |
| W. Krause      | 37            | 19            | 13            | 0             | 3                 | 3                 | 0                 | 0                 | 40       | 22     | 13          | 0          |
| U. Lasch       | 24            | 7             | 7             | 0             | 3                 | 0                 | 0                 | 0                 | 27       | 7      | 7           | 0          |
| S. Lottermann  | 37            | 9             | 0             | 0             | 2                 | 0                 | 0                 | 0                 | 39       | 9      | 0           | 0          |
| T. Martin      | 10            | 1             | 1             | 0             | 0                 | 0                 | 0                 | 0                 | 10       | 1      | 1           | 0          |
| B. Nathmann    | 8             | 0             | 0             | 0             | 0                 | 0                 | 0                 | 0                 | 8        | 0      | 0           | 0          |
| G. Paulus      | 34            | 3             | 4             | 1             | 3                 | 1                 | 0                 | 0                 | 37       | 4      | 4           | 1          |
| U. Pechtold    | 37            | 0             | 2             | 0             | 3                 | 0                 | 0                 | 0                 | 40       | 0      | 2           | 0          |
| W. Plaggemeyer | 10            | 0             | 0             | 0             | 1                 | 0                 | 0                 | 0                 | 11       | 0      | 0           | 0          |
| W. Rothe       | 29            | 1             | 0             | 0             | 3                 | 0                 | 0                 | 0                 | 32       | 1      | 0           | 0          |
| A. Seiler      | 33            | 3             | 4             | 0             | 3                 | 1                 | 1                 | 0                 | 36       | 4      | 5           | 0          |
| M. Stein       | 2             | 0             | 0             | 0             | 0                 | 0                 | 0                 | 0                 | 2        | 0      | 0           | 0          |
| G. Trinklein   | 6             | 0             | 2             | 0             | 2                 | 0                 | 0                 | 0                 | 8        | 0      | 2           | 0          |
| R. Völler      | 29            | 11            | 2             | 0             | 1                 | 2                 | 0                 | 0                 | 30       | 13     | 2           | 0          |
| B. Walz        | 27            | 2             | 5             | 0             | 2                 | 0                 | 0                 | 0                 | 29       | 2      | 5           | 0          |